# Ingénierie fluviale

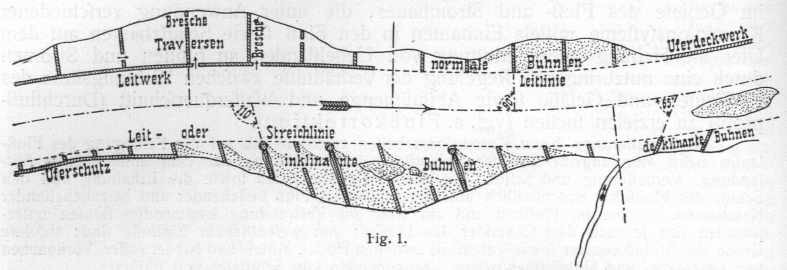
Plan d'une rivière canalisée

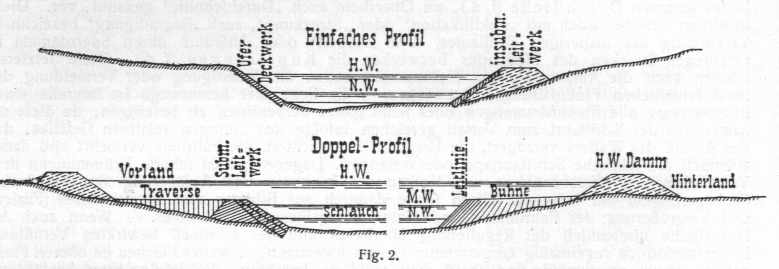
Profil transversal d'une rivière canalisée

L'ingénierie fluviale (ou ingénierie des cours d'eau) est l'intervention planifiée de l’homme sur les caractéristiques d'une rivière avec l'intention de produire un bénéfice. L’ingénierie fluviale est une branche de l’hydraulique qui se consacre à l’aménagement, la régulation et l’exploitation des cours d’eau ainsi qu’à la prévention des dégâts liés aux inondations par la maîtrise des crues. On peut citer additionnellement la modification du parcours des cours d’eau ou l’assèchement de zone humide. Le type d’aménagements diffère suivant le but recherché et le cours d’eau concerné.
En amont des rivières, on entend par aménagement de rivière l’endiguement et l’aménagement des torrents à l’aide de seuils, de rampes rugueuses ou de barrages. Plus en aval, l’ingénierie fluviale concerne des cours d’eau plus importants en taille et débit. Les principales interventions consistent en la matérialisation des lits mineurs et majeurs. Pour limiter l’espace des rivières et gagner des zones constructibles ou agricoles, il a souvent été fait additionnellement recours à la linéarisation des cours d’eau par la suppression des méandres et de l’espace de mobilité.
Depuis la fin du 20e siècle, l'ingénierie fluviale a commencé à intégrer les préoccupations environnementales et une partie des projets d'ingénierie fluviale est désormais exclusivement consacrée à la restauration ou la protection des habitats naturels et des fonctions écologiques des cours d’eau et des milieux aquatiques. Dans cette perspective, l'ingénierie fluviale vise à réparer les dégradations en tenant compte de la géomorphologie fluviale pour l’aménagement des rivières. Par géomorphologie fluviale on entend la dynamique des rivières, c’est-à-dire, la façon dont elles changent de forme au fil du temps. La géomorphologie fluviale inclut un certain nombre de sciences, y compris l'hydraulique à surface libre, le transport solide, l'hydrologie, la géologie et l'écologie des ripisylves ou écologie riveraine en québécois.

## Historique
Aussi loin que remontent les témoignages historiques, les hommes ont modifié le cours naturel des rivières pour gérer les ressources en eau, pour se protéger des inondations ou pour créer des passages le long ou en travers des rivières.
La relation aux rivières des premières civilisations est souvent fondatrice. En témoignent, la quasi universalité des légendes d'inondations autour du monde,. L’ingénierie fluviale en permettant d'assécher, de protéger, d'irriguer a rendu l'installation humaine possible et la naissance des civilisations. En Chine, la façon de contrôler les rivières, soit en élevant des digues ou en creusant des canaux, pourrait être à la base des courants de pensée taoïste et confucianiste. Les différentes « philosophies » d’ingénierie fluviale étaient alors vues comme la voie pour créer un paysage fruit de la nature et du travail de l'homme soit par la contrainte soit par la suggestion et, par analogie, la manière de diriger un royaume devait procéder des mêmes courants de pensée.
L’apparition de la sédentarisation et de l’agriculture ainsi que l’implémentation des hommes le long des cours d’eau a eu pour conséquence l’apparition de la nécessité d’aménager les voies d’eau. L’utilisation de l’irrigation artificielle en basse Mésopotamie environ 3000 av. J.-C. est attestée. Plus tard en Babylone, un grand canal est creusé pour alimenter les cités sumériennes vers 1800 av. J.-C. Des écrits anciens retrouvés mentionnent également la construction de digues pour protéger les terrains agricoles de l’érosion ainsi que de réservoirs alimentés par les eaux fluviales. Dès 2000 av. J.-C. on assiste à l’apparition du génie fluvial et à la réalisation d’ouvrages importants de protection contre les crues. La création de moulins à eau pour l’utilisation de l’énergie fluviale semble avoir débuté autour du IIe siècle av. J.-C. en Grèce antique. La Rome antique voit la construction de nombreux et complexes systèmes d’irrigation et d’alimentation en eau.
La canalisation des fleuves et l’assèchement des zones humides dès le Moyen Âge et plus intensivement à partir du XIXe siècle ont permis d’une part l’utilisation de zones étendues qui auparavant étaient inexploitables et ont également rendu possible la disparition du paludisme dans de vastes régions notamment en Europe.

## Caractéristiques des rivières
La taille d’une rivière, en dehors de l’influence des marées sur le littoral, est proportionnelle à l'étendue de son bassin versant et à la quantité des précipitations contribuant effectivement aux débits du cours d’eau suivant la perméabilité des sols.
Le bassin du fleuve Mississippi est le bassin hydrologique le plus important des États-Unis.

## Domaines d’application

### Lutte contre l’érosion
Pour garantir la stabilité du lit de la rivière et éviter une érosion trop importante des sols ou en évasement du lit des cours d’eau, la continuité d’un transport solide dynamique et équilibré doit être assurée et si nécessaire activement compensée par l’extraction du surplus de sédiments ou l’ajout de matériaux dans une rivière présentant un déficit trop important de transport solide. L’apparition de phénomène d’érosion régressive ou progressive peut entraîner des dégâts extrêmement importants en enfonçant le lit de la rivière l’ensemble des berges et constructions peuvent se voir déstabilisés. Le lit de la rivière peut être fixé artificiellement au moyen de seuil, de barrage etc. L’érosion est un phénomène naturel, une érosion régressive importante peut survenir lors de la coupure d’un méandre par exemple. C’est de cette manière que se forment souvent les chutes d’eau.

### Réduction de l’espace de mobilité
Il est souvent nécessaire de fixer dans l’espace le lit d’un cours d’eau. Par exemple lors de la construction d’un pont, il faut s’assurer que le cours d’eau ne va pas contourner l’ouvrage.

### Protection des constructions
Les ouvrages d’arts tels que les ponts enjambant des rivières se doivent d’être protégés contre les dangers que représente une rivière. Parmi ces risques on peut citer entre autres le risque d’embâcle sous un pont, les risques d’inondations, les risques représentés par l’érosion et l’affouillement des piliers par exemple.

### Protection contre les crues
Un des buts principaux de l’ingénierie fluviale est la maîtrise des crues. Il existe différentes stratégies d’ingénierie permettant de contrôler les inondations. Une première stratégie peut être d’augmenter la capacité de la rivière par la construction de digues, le recalibrage ou l’enfoncement du lit. Une seconde méthode vise à retenir une partie de l’eau par la création de crêtes de déversements permettant la décharge du trop-plein pour protéger l’aval de la rivière. L’eau en surplus inonde des terrains prévus à cet effet où peu de dégâts peuvent se produire. Dans ce but des espaces à proximité des cours d’eau peuvent être réservés. Il est possible de créer des polders derrière des digues, des bassins de rétention, des forêts inondables, des zones humides des canaux de décharge etc.

### Glace
Dans certains pays du nord ou montagneux, la glace à la surface de l’eau peut nécessiter des aménagements spécifiques pour la briser par exemple à l’arrivée d’un déversoir ou sous un pont pour éviter qu’elle ne s’accumule et n’entraîne des dégâts.

### Navigabilité
Certaines voies d’eau peuvent être rendues navigables par l’enfoncement du lit ou l’augmentation du débit, par la suppression de chutes d’eau au moyen d’écluses. Les moyens à la disposition des ingénieurs sont les barrages, les épis, les seuils et les écluses. La construction de voie d’eau de circulation comme les canaux fait également partie des domaines de compétences des ingénieurs en aménagement de rivière. Les canaux artificiels sont alimentés en eau par des rivières au moyen d’ouvrages de dérivation spécifiques.

### Alimentation en eau
Les cours d’eau permettent l’alimentation en eau potable des villes, de l’industrie par exemple les centrales nucléaires, ils permettent l’irrigation pour l’agriculture. L’alimentation en eau potable peut être réalisée grâce au pompage et éventuellement au traitement de l’eau de rivière. Les eaux peuvent être pompées directement dans la rivière ou encore au moyen de puits forés à proximité immédiate des berges ou grâce à des drains forés sous le lit de la rivière. Dans ce cas, il important d’assurer un débit suffisant dans le lit du cours d’eau pour assurer l’alimentation en eau des villes. L’ingénieur fluvial doit également s’assurer que le lit de la rivière ne risque pas de se modifier spatialement et de rendre les installations de pompages inopérantes. Parmi les domaines d’expertise de l’ingénierie fluviale, on peut citer les ouvrages de rétention qui permettent de garantir un niveau d’eau donné dans les cours d’eau pour permettre un prélèvement constant. Les barrages ou les seuils permettent de maintenir le niveau d’eau dans une rivière. La construction de barrages réservoir tels que les barrages en amont de la Seine sont des exemples d’ingénierie fluviale imposants. Ils permettent de garantir des débits minimums pour alimenter en eau potable les villes situées en amont et les protéger simultanément contre les crues (par exemple les barrages réservoirs de la Seine). La construction de barrage pour la production hydroélectrique fait également partie de l’ingénierie fluviale.

### Assainissement
À l’opposé, les cours d’eau permettent l’assainissement des villes. Ils sont utilisés pour l’évacuation des eaux traités par les stations de traitement des eaux usées. Les cours d’eau permettent l’évacuation des eaux de drainage pour assécher les zones humides pour rendre leur culture possible ou pour limiter les populations de moustiques par exemple.

### Renaturation

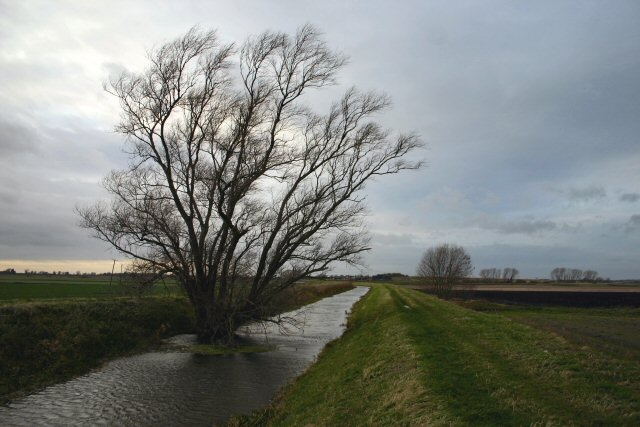
Rivière endiguée linéarisée.

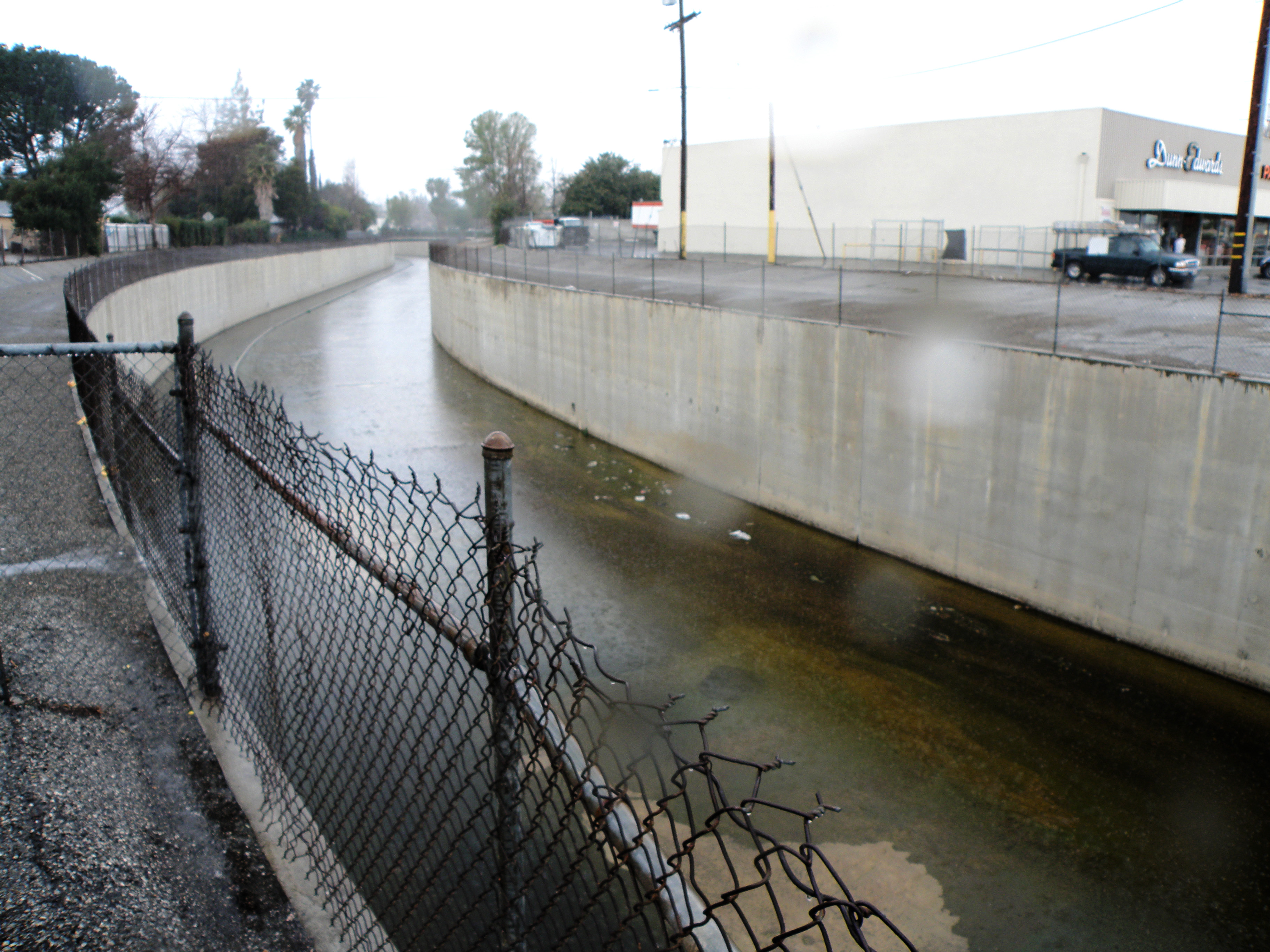
Rivière artificialisée.

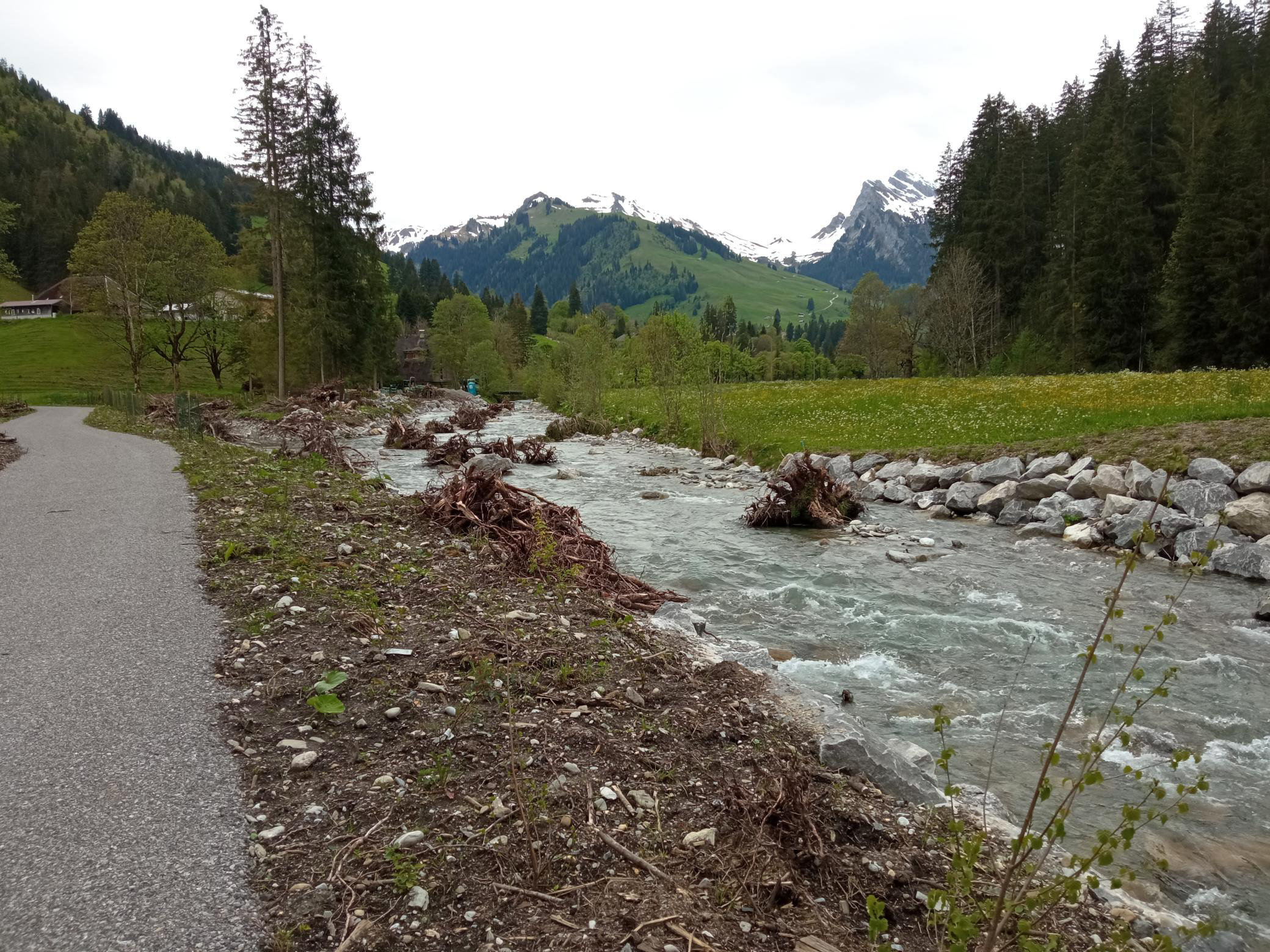
Renaturation d'une rivière en Suisse avec utilisation de bois mort.

À la fin du XXe siècle la vision des cours d’eau a progressivement évolué. Alors qu’auparavant les questions économiques et sécuritaires prévalaient, ce paradigme ayant conduit à la canalisation, l’artificialisation et à l’enterrement de très nombreux ruisseaux et rivières, l’importance du fonctionnement et de l’équilibre écologique a lentement gagné en importance. Aujourd’hui, la renaturation des cours d’eau est un thème qui est de plus en plus d’actualité en Europe notamment. Le rôle de l’espace de mobilité, des zones humides, des plaines d’inondations dans la protection des crues et dans la biodiversité est maintenant reconnu. Aujourd’hui les aménagements des fleuves ne visent plus à les linéariser mais, au contraire, l’ingénierie fluviale s’attelle à restaurer leur espace de mobilité pour permettre la réapparition de bras morts, de méandres, de zones humides stagnantes. Elle vise également à restaurer et redynamiser le transport solide naturel et le renouvellement des milieux aquatiques. Un milieu humide renaturé a également une capacité épuratoire que ne possèdent pas des rivières endiguées et ou bétonnées. L’ingénierie fluviale doit prendre en compte les caractéristiques de la végétation et choisir les essences les mieux adaptées suivant les zones d’implantation prévues. Une ripisylve correctement sélectionnée permet par exemple de stabiliser les berges.

### Domaine militaire
L’ingénierie fluviale est parfois mise à contribution pour les systèmes de défense des places fortes comme le barrage Vauban à Strasbourg. Les fleuves ont également été utilisés comme moyen de destruction. Par exemple, en 689 av. J.-C., par le roi assyrien Sennachérib qui utilisa un bras de l’Euphrate pour détruire Babylone en l’inondant.

## Méthodes d’ingénierie
L’ingénierie fluviale fait appel aux calculs d’hydraulique et d’hydrologie. L’ingénieur doit estimer les débits de crues, les vitesses d’écoulement, l’énergie du cours d’eau et plus généralement l’hydraulique à surface libre. L’ingénieur doit prendre en compte la capacité de transport solide du cours d’eau pour pouvoir dimensionner et protéger efficacement les berges, les ouvrages installés dans le lit de la rivière et la rivière elle-même. Le but est de limiter une érosion ou inversement des dépôts trop importants. Dans ce but, l’ingénieur dispose de différents outils et techniques. Pendant longtemps, on a eu recours à des modèles réduits permettant de dimensionner la taille des ouvrages. Aujourd’hui, l’ingénierie fluviale fait de plus en plus appel à des simulations numériques plus ou moins complexes suivant les besoins.

## Techniques de construction
Suivant les buts recherchés différentes techniques de construction peuvent être employées, de la construction en béton armé aux enrochements en passant par le génie végétal.

### Stabilisation des berges
En aménagement de rivière il est courant de recourir aux fascines et aux lits de plançons pour stabiliser les talus des berges. L’usage des gabions (cache de métal emprisonnant des roches) n’est pas rare. On peut citer encore les palplanches, les géotextiles, les pavements, les enrochements, des revêtements de digues, etc.